# Quota di mercato
La quota di mercato di un'azienda è la percentuale di un segmento di mercato servito dall'impresa stessa.

## Descrizione
Può essere espresso come il reddito dell'impresa generato dalle vendite (fatturato) rapportato al reddito totale generato da tutte le vendite nel mercato preso in considerazione, oppure dal numero dei prodotti venduti dall'azienda (in quel mercato) diviso per tutti i prodotti venduti nel mercato preso in esame.
Viene generalmente determinata a seguito di specifiche ricerche di mercato, spesso commissionate dalle aziende stesse.
L'incremento della quota di mercato è uno degli obiettivi primari nelle aziende.